# Arrestador de flama

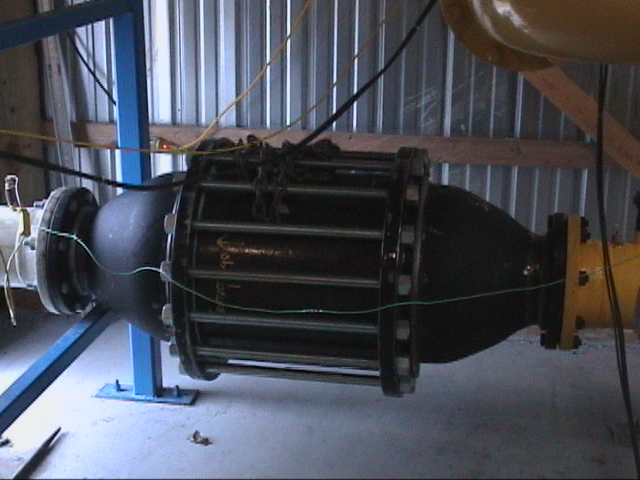
Un arrestador de flama durante un ensayo.

Un arrestador de flama (o llama) es un dispositivo que permite que el gas pase a través de él pero detiene una llama para evitar un incendio o explosión mayor. Hay una enorme variedad de situaciones en las que se aplican los arrestadores de flama. Cualquier persona involucrada en la selección de estos dispositivos necesita comprender cómo funcionan y sus limitaciones de rendimiento.

## Historia
El principio de funcionamiento de los arrestadores de flama fue descubierto en 1815 por Sir Humphry Davy, un famoso químico y profesor de la Royal Institution en Inglaterra. Un comité de seguridad de la industria inglesa de la minería del carbón se había dirigido a Davy para obtener asistencia técnica. 
Necesitaban una forma de evitar que las lámparas de aceite de los mineros causaran explosiones cuando un gas inflamable llamado grisú se filtrara en los pozos de la mina. Sir Humphry estudió el gas, que consistía principalmente de metano. La investigación se centró en cómo el metano se quema en diversas condiciones y con diversas proporciones de aire. La solución de Davy fue encerrar la llama de la lámpara de forma segura con un cilindro alto de malla de alambre finamente tejido llamado gasa metálica. 

## Arrestadores de flama modernos
Desde la época de Sir Humphry, se han utilizado arrestadores de flama en numerosas variedades de industrias. Todos funcionan con el mismo principio: eliminan el calor de la llama mientras intentan atravesar pasajes angostos con paredes de metal u otro material conductor de calor. Por ejemplo, los arrestadores de flama fabricados por la mayoría de los fabricantes emplean capas de cintas metálicas con corrugaciones rizadas.
Se utilizan en muchas industrias, incluidas las de refinación, farmacéutica, química, petroquímica, pulpa y papel, exploración y producción de petróleo, tratamiento de aguas residuales, vertederos, minería, generación de energía y transporte de líquidos a granel. En algunos casos, las llamas involucran reacciones exotérmicas (productoras de calor) además de la oxidación. Los procesos que generan los gases combustibles o reactivos incluyen la mezcla, la reacción, la separación, el mezclado, la perforación y la digestión. Estos procesos implican numerosas configuraciones de equipos y mezclas de gases. 

## Cómo funcionan los arrestadores de flama modernos
Los arrestadores de flama son dispositivos pasivos sin partes móviles. Impiden la propagación de la llama desde el lado expuesto de la unidad hacia el lado protegido mediante el uso de un elemento de cinta metálica rizada.
Esta construcción produce una matriz de aberturas uniformes que están cuidadosamente construidas para apagar la llama al absorber el calor. Esto proporciona una barrera de extinción a la mezcla de vapor encendida.
En condiciones normales de funcionamiento, el arrestador permite el flujo libre de gas o vapor a través del sistema de tuberías. Si la mezcla se enciende y la llama comienza a retroceder a través de la tubería, este dispositivo prohíbe que la llama regrese a la fuente de gas.

## Arrestador de deflagración en línea o detonador
La otra categoría principal consiste en arrestadores de flama en línea, también conocidos como arrestadores de flama de deflagración y detonación. (Hablando de manera no técnica, la deflagración significa quemado rápido, y la detonación significa explosión.) Estas unidades se instalan en tuberías para evitar que las llamas pasen.
La mayoría de las aplicaciones de arrestadores de flama en línea se encuentran en sistemas que recogen gases emitidos por líquidos y sólidos. Estos sistemas, comúnmente utilizados en muchas industrias, se pueden llamar sistemas de control de vapor. Los gases que son ventilados a la atmósfera o controlados a través de sistemas de control de vapor son típicamente inflamables. Si las condiciones son tales que se produce la ignición, podría producirse una llama dentro o fuera del sistema, con la posibilidad de causar daños catastróficos.